# Я выросла здесь
Я вы́росла здесь (оригинальное название — IAST: Yahaaan Main Ghar Ghar Kheli, хинди यहाँ मैं घर घर खेली) — индийский телесериал, транслировавшийся по Zee TV.

## Сюжет
Уважаемая и богатая семья Тхакур из поколения в поколение живёт в своем родовом особняке под названием «Золотой дворец». Но однажды она теряет это право из-за давнего врага главы семьи Джагмохана Прасада. Одной из дочерей Удая Тхакура, Аббе, удается вернуться в родной дом в качестве невестки Джагмохана. Абба пытается обеспечить мир и счастье в обеих семьях. Однако на её пути стоит много врагов этих семей, желающих завладеть «Золотым дворцом». В борьбе с ними ей предстоит отстоять своё право на жизнь с любимым человеком (Караном) и доказать, что она достойная дочь своего отца.

## Персонажи
| Роль                                            | Актёр/актриса                               | Описание |
| ----------------------------------------------- | ------------------------------------------- | --- |
| Удай Пратап Сингх Тхакур                        | Алок Натх                                   | Глава семьи Тхакур, владелец «Золотого дворца». Гордится своими принципами, роскошным образом жизни и наследием своих предков. |
| Чандра Прабха Тхакур                            | Смита Джайкар                               | Жена Удая Тхакура, мать Пракаша, Латы и Аббы. Умирает из-за наезда на неё Коял Ашмит Капур. |
| Пракаш Тхакур                                   | Тарун Мехта                                 | Старший сын Удая Тхакура, муж Каники Прасад. Женился на ней для сохранения чести семьи Прасад. Думая, что беременность Каники прервалась в результате выкидыша, он поссорился со всеми родственниками. Погиб в аварии. |
| Лата Сваран / Лата Синдхания                    | Намрата Тхапа                               | Старшая дочь Чандра Прабхи Тхакур. Первый её брак закончился разводом, во втором — она нашла счастье с Раджем Синдхания, родственником Джагмохана Прасада. Помогает Раджу помириться со своей биологической матерью. |
| Абба Сваран / Абба Каран Прасад                 | Сухаши Дхами                                | Младшая дочь Чандра Прабхи Тхакур. Устроилась работать к Джагмохану Прасаду под другим именем. Пытается помирить Тхакуров и Прасадов. Несколько раз выходит замуж за Карана Прасада. Рождает Карану дочь Павни. Под давлением родственников, уверенных в скорой смерти Карана, соглашается на брак с Ранчором, но не дает ему завершить свадебный ритуал и отказывается принять его как мужа. После появления Коял также остается на стороне Карана. В результате похищения и попыток освободиться от своих похитителей временно теряет память. |
| Албели                                          | Сухаши Дхами                                | Двойник Аббы, танцовщица, нанятая Приянкой для разрушения репутации Аббы. После похищения Аббы, выдает себя за неё в «Золотом дворце», но, когда Приянка пытается выгнать её (Аббу) из него, рассказывает всем правду о себе. |
| Рагхав Пандит                                   | Панкадж Берри                               | Брат Чандра Прабхи Тхакур, муж Шиталь Пандит. Позволил семье Тхакуров жить в своем доме, после того как они потеряли права собственности на «Золотой дворец». Начал совместный бизнес вместе с Удаем Тхакуром и его другом. |
| Шиталь Рагхав Пандит                            | Сонали Пандит                               | Жена Рагхава Пандита. Отрицательный персонаж. Ненавидит семью Тхакуров. Любит деньги. Из-за её лжесвидетельства Удай Тхакур ссорится со своим сыном Пракашем и уходит из дома. |
| Джагмохан Прасад                                | Шишир Шарма                                 | Глава семьи Прасад, враг Удая Тхакур. Покупает «Золотой дворец» на аукционе. Вынужден согласиться на брак Аббы со своим сыном Караном. Убедившись, что Абба всегда принимает только правильные решения, решает оформить на неё все права на «Золотой дворец». Погибает в аварии. |
| Сарасвати Деви Прасад                           | Джайшри Арора                               | Мать Джагмохана Прасада. Помогает Аббе добиться расположения Джагмохана Прасада. |
| Пратибха Джагмохан Прасад                       | Зарина Вахаб / Наташа Синха / Сурбхи Тивари | Жена Джагмохана Прасада, мать четырёх сыновей (Вималя, Вира, Карана и Ранчора) и одной дочери (Каники). Любит всех своих детей и невесток. |
| Вималь Прасад                                   | Харч Васишта                                | Старший сын Пратибхи Прасад, муж Шайли. Ложно обвинен в изнасиловании Латы, которое стало причиной очередного конфликта между Тхакурами и Прасадами. |
| Шайли Вималь Прасад                             | Каруна Пандей                               | Старшая невестка Пратибхи, жена Вималя. Сначала ненавидит Аббу и становится причиной её выкидыша. Пытается убить Карана и за это её выгоняют из «Золотого дворца». Спасает дочь Аббы. После возвращения в «Золотой дворец» становится лучшей подругой Аббы и помогает ей выяснить правду о Коял Синдхания и Ашмите Капуре, берет на себя заботу о Павни, когда Абба отсутствует. |
| Вир Прасад                                      | Мехул Нисар                                 | Средний сын Пратибхи Прасад. Женится на Приянке и попадает под её сильное влияние. Погибает в аварии. |
| Приянка Чопра / Приянка Вир Прасад              | Димпл Инамдаар                              | Средняя невестка Пратибхи, жена Вира. Устраивает пожар на фабрике из-за чего семья Прасад становится должником Раджа Синдхания. После рождения мальчика Приянка добивается отношения к себе как к матери наследника рода Прасад. Она пытается разрушить авторитет Аббы и выгнать её из «Золотого дворца». Для этого Приянка использует двойника Аббы, Албели. |
| Каран Прасад                                    | Каран Вир Гровер                            | Младший и самый любимый сын Пратибхи Прасад, муж Аббы, отец Павни. Адвокат. |
| Ранчор Прасад / Сиддхартх Кумар / Ранчор Тивари | Каран Вир Гровер                            | Брат-близнец Карана Прасада, разлученный с ним после рождения. Заботится об Аббе и женится на ней, когда Каран теряет речь и оказывается парализован после аварии. Под давлением семьи Прасад соглашается на брак с Аббой и до возвращения Карана живёт с ней в «Золотом дворце», делая вид, что он её муж. Из-за своего сходства с Караном становится жертвой похищения. |
| Каника Прасад / Каника Пракаш Тхакур            | Шиванги Шарма                               | Дочь Пратибхи Прасад. Эгоистка. Пытается совершить самоубийство из-за любви. Выходит замуж за Пракаша Тхакура по соображениям чести, но пытается его настроить против своего отца и сестер. Работает моделью. Ссорится с мужем из-за аборта и требует себе половину стоимости «Золотого дворца» за своё согласие на развод. После смерти Пракаша в аварии снова выходит замуж. |
| Яшодра Сахай                                    | Заида Парвин                                | Сестра Пратибхи Прасад, тетя Вималя, Вира, Карана, Ранчора и Каники. Пытается получить права собственности на «Золотой дворец». За свои преступления попадает в тюрьму, но бежит из неё. Под видом няни Приянки она попадает в «Золотой дворец», чтобы отомстить семье Прасад. Крадет ребёнка Аббы. Погибает в результате наезда грузовика. |
| Душант Сахай                                    | Варун Ханделвал                             | Сын Яшодры. Помогает ей в интригах против семьи Прасад. |
| Девьяника Душант Сахай                          | Соника Ханда                                | Невестка Яшодры, жена Душанта Сахая. Помогает им в их интригах. |
| Ранджит                                         | -                                           | Брат Яшодры и Пратибхи. Помогает Яшодре в её интригах против семьи Прасад и Аббы. |
| Васудхара                                       | Наташа Шарма                                | Призрак беременной девушки, скрывающийся в подвале «Золотого дворца». Преследует Аббу и её дочь, но затем направляет свой гнев на Яшодру. |
| Санскар                                         | Анкур Наяр                                  | Друг детства Аббы. Был влюблен в Аббу, но потом женился на её подруге Сание. |
| Сания Матур                                     | Прити Чаудхари                              | Подруга детства Карана. Вышла замуж за Санскара. |
| Каришма Сидхартх                                | Навина Боле                                 | Девушка Ранчора Тивари. |
| Радж Синдхания                                  | Самир Дхармадхикари                         | Родственник Джагмохана Прасада, друг Карана. После пожара на фабрике становится главным кредитором семьи Прасад. Хитростью заставляет Карана на своей сестре Коял. Узнав об интригах Коял против Аббы и Латы противодействует ей. Женится на Лате, так как считает себя ответственным за поведение своей сестры. |
| Коял Синдхания / Коял Ашмит Капур               | Сониа Сингх                                 | Сестра Раджа Синдхания, жена Ашмита Капура, дочь Аруны. Отрицательный персонаж. Ненавидит Аббу за то, что она стала женой Карана Прасада. Обманывает Раджа, чтобы стать женой Карана, поселиться в «Золотом дворце» и разлучить его с Аббой. Скрывает от всех правду об отце своей дочери. После обнаружения её причастности к похищению дочери Аббы её выгоняют из «Золотого дворца». После этого Коял пытается поссорить Тхакуров и Прасадов, устраивает похищение Латы и Вималя, а также убивает мать Аббы.                                  |
| Аруна Синдхания                                 | -                                           | Биологическая и законная мать Раджа Синдхания и его сестры Коял. В ссоре со своими детьми. Ложно обвинена в покушении на убийство Латы Синдхания. |
| Лачи Шикхават                                   | Киран Бхаргава                              | Женщина, которой Раджа Синдхания дал статус своей «матери». Она хочет сама контролировать жизнь Раджа, поэтому ненавидит его настоящую мать Аруну и жену Лату. Покушается на жизнь Латы. |
| Ашмит Капур (А. К.) / Девашиш Мукхерджи         | Даршан Пандия                               | Муж Коял, отец её дочери. Помогает Коял организовать похищение и избиение Латы и под другим именем пытается сделать её своей второй женой, чтобы потом шантажировать Аббу. |
| доктор Вирен Рой                                | Икбал Хан                                   | Лечащий врач Карана. Его жена Ниланджана погибла в аварии. Вирен пытается заставить Аббу выйти за него замуж, угрожая смертью Карану. |

## Производство
Производитель телесериала первоначально планировал снять не менее 1000 эпизодов, но из-за нежелания молодых актеров играть родителей дальше съемки пришлось ограничить 700 сериями. Кроме того, завершение телесериала в 2012 году было связано со стремлением телеканала Zee TV сохранить свою конкурентоспособность на телевидении. Однако по мнению Кавиты Барджатья, продюсера телесериала «Я выросла здесь» — это одно из лучших шоу «Rajshri Productions». На протяжении трех лет трансляции в Индии телесериал имел средний телевизионный рейтинг 3,0, его максимальный телевизионный рейтинг составил 4,0.
Всего было снято 2 сезона. Из-за предполагаемой забастовки в «кино-городке» Мумбаи, которая была намечена на 1 декабря 2011 года и отменена только накануне, съемочной группе пришлось пойти на небольшие изменения в процессе съемок.
На создание декораций дома из золота ушло два месяца постоянной работы. Мебель для «Золотого дворца» была привезена из Джодхпура, обои — из Великобритании.
Декорации «Золотого дворца» также были использованы для презентации Кариной Капур своего фильма «Героиня» (2012) в одной из серий телесериала «Вторая свадьба» (2012—2013).

## Трансляция
Серии показывали еженедельно, с понедельника по пятницу. В Индии показ первого сезона начался 17 ноября 2009 года. 27 октября 2011 года вышел так называемый Maha-episod или Mahasangam, то есть «большая серия», сюжетом которой стало празднование Дивали в «Золотом дворце». В исполнении танцевальных номеров в этой серии участвовали не только персонажи «Я выросла здесь», но и герои других телесериалов на Zee TV. 28 мая 2012 года была показана ещё одна «большая серия» телесериала «Я выросла здесь» с участием актеров из других телесериалов Zee TV, но на этот раз она была комедийной. Последняя серия второго сезона в Индии была показана 14 июля 2012 года и это тоже была «большая серия».
В России трансляция первого сезона началась 9 августа 2010 года, было показано 450 серий. Осенью 2012 года начался показ второго сезона телесериала на канале Zee TV. Второй сезон закончился 23 августа 2013 года на 695-й серии.

## Музыка
Текст главной песни телесериала написал Иршад Камил, песня была исполнена индийской певицей Шреей Гошал и стала популярной.
Для продвижения телесериала среди телевизионной аудитории руководство телеканала Zee TV приняло решение о записи музыкального альбома. Ниже приводится список музыкальных композиций телесериала, которые вошли в одноимённый музыкальный альбом «Yahan Main Ghar Ghar Kheli» (CD, 2009), выпущенный Universal Music India Pvt Ltd.
| №  | Оригинальное название                                      | Исполняют                        |
| -- | ---------------------------------------------------------- | -------------------------------- |
| 1  | Yahan Main Ghar Ghar Kheli (Title)                         | Shreya Ghoshal                   |
| 2  | Prarthana                                                  | Navin Tripathi / Pamela Jain     |
| 3  | Chhumak Chu                                                | Navin Tripathi / Pamela Jain     |
| 4  | Swarn Bhavan                                               | Manish Tripathi / Navin Tripathi |
| 5  | Ganeshji Shloka                                            | Navin Tripathi                   |
| 6  | Swarn Bhavan (Drama) — Instrumental                        | Various Artists                  |
| 7  | Yahan Main Ghar Ghar Kheli (Sargam)                        | Shreya Ghoshal / Chorus          |
| 8  | Swarn Aabha (Happy Version) — Theme Song By Shreya Ghoshal | -                                |
| 9  | Karol Baug (Title)                                         | Raja Hasan                       |
| 10 | Banware Naina (Chhoti Bahu)                                | Krishna                          |
| 11 | Jhansi Ki Rani (Title)                                     | Shankar Mahadevan                |

Кроме того, в телесериале использовались песни из болливудских фильмов:
- в 619 серии песня «Mere Dholna Sun» из фильма «Лабиринт» (2007);
- в 624 — «ABCDEFGHI — I Love You» из фильма «Нас не разлучить» (1999);
- в 626 — «Ooh La La» из фильма «Непристойные фото» / «Грязное кино» (2011).

## Награды
| Год  | Награда            | Номинация                                       | Победитель                                                     |
| ---- | ------------------ | ----------------------------------------------- | -------------------------------------------------------------- |
| 2009 | Zee Rishtey Awards | The Favourite Bada Sadasya (tie)                | Алок Натх за роль Удая Пратапа Тхакура                         |
| 2009 | Zee Rishtey Awards | Zee Parivaar Ka Favourite Naya Sadasya (Female) | Сухаши Дхами за роль Аббы                                      |
| 2010 | Zee Rishtey Awards | Favourite Beta                                  | Каран Вир Гровер за роль Карана                                |
| 2010 | Zee Rishtey Awards | Favorite Adarnya Sadasya                        | Алок Натх & Смита Джайкар (Удай Пратап & Чандра Прабха Тхакур) |
| 2010 | Zee Rishtey Awards | Favourite Behen                                 | Сухаши Дхами за роль Аббы                                      |
| 2011 | Zee Rishtey Awards | Popular face (Male)                             | Каран Вир Гровер за роль Карана                                |
| 2011 | Zee Rishtey Awards | Favourite Beti                                  | Сухаши Дхами за роль Аббы                                      |
| 2011 | Zee Rishtey Awards | Favorite Show award                             | Rajshree Family за телесериал «Я выросла здесь»                |